# Podlipie (struga)
Podlipie (struga) – niewielki ciek wodny będący dopływem rzeki Wyżnicy. Wzdłuż rzeki poprowadzona jest południowa granica otuliny Wrzelowieckiego Parku Krajobrazowego. 